# Sussexite
La sussexite è un minerale.